# Министерство образования Саудовской Аравии
Министерство образования Саудовской Аравии (араб. وزارة التعليم‎; до 2015 года араб. وزارة التربية والتعليم‎) — министерство, отвечающее за регулирование начального, среднего и высшего образования в Саудовской Аравии. Министерство было основано в 1926 году королём Абдул-Азизом ибн Саудом в Королевстве Неджд и Хиджаз, за шесть лет до объединения Саудовской Аравии. В 2002 году произошло слияние Генерального президентства по образованию представительниц женского пола с Министерством образования, В 2015 году Министерство высшего образования было объединено с Министерством образования, в результате чего оно стало единственным органом, контролирующим все школы, университеты и колледжи страны.

## История
В 1926 году султан Неджда Абдулазиз ибн Сауд аннексировал Королевство Хиджаз, распустил правительство Хиджаза, а также Султанат Неджд и основал Королевство Неджд и Хиджаз с двойной монархией. Король Абдул учредил Совет знаний, который занимался образованием в регионе Хиджаз. Он назначил Салиха ибн Бакри Шату главой совета. Затем Камиль Аль Кассаб был назначен главой управления образования. До 1953 года управление также возглавляли: Маджид Курди, Хафиз Вахба, Мухаммад Амин Фуда и Ибрагим Аль Шура. В 1953 году король Сауд бин Абдель Азиз Аль Сауд учредил и объединил Управление знаний с Министерством знаний и 24 декабря 1953 года назначил принца Фахда бин Абдулазиза Аль Сауда министром. В 1960 году наследный принц Фейсал учредил Генеральное президентство по делам девочек. Образование. В 2002 году король Фахд издал королевский указ, согласно которому Генеральное управление образования девочек было объединено с Министерством знаний. 1 мая 2003 года оно было переименовано в Министерство образования.
Специальное образование/Институт Аль-Нур для слепых, Эр-Рияд
Ещё в 1958 году в Саудовской Аравии существовало специальное образование для учащихся с нарушениями зрения и слуха, чему способствовал Отдел специального образования Министерства образования. Официальный шаг был предпринят правительством в 1960 году, когда в Эр-Рияде был открыт Институт для слепых Аль-Нур. создание, а затем в 1962 году Института слепых Аль-Нур в Мекке, а затем и других в различных регионах страны. Учебная программа идентична программе общего образования, за исключением случаев, когда обучение было адаптировано для удовлетворения потребностей учащихся с нарушениями зрения/слуха, которые используют метод Брайля и аналогичные системы для преподавания предписанных предметов.
В феврале 2021 года Абдул Азиз бин Абдулла Аль-Осман был назначен заместителем министра по делам частных университетов.

## Список министров
- Фахд бин Абдель Азиз Аль Сауд (1953—1962)
- Абдулазиз бин Абдулла Аль Хвайтер (1976—1996)
- Абдулла бин Салех бин Обейд (2005—2009 годы)
- Фейсал бин Абдулла бин Мохаммед Аль Сауд (2009—2013 гг.)
- Халид бин Фейсал Аль Сауд (2013—2015 гг.)
- Ахмед бин Мохаммад Аль Исса (2015—2018 гг.)
- Хамад бин Мохаммед Аль-Аль-Шейх (2018—2022 гг.)
- Юсеф бин Абдулла Аль-Беньян (2022-настоящее время)

## Достижения
В сентябре 2018 года Министерство образования Саудовской Аравии и Университет штата Аризона заключили партнерские отношения, чтобы запустить программу «Создание лидерства для перемен посредством школьного погружения», которая начнется с февраля 2019 года[значимость факта?].